# 10e étape du Tour d'Espagne 2023
Pour un article plus général, voir Tour d'Espagne 2023.
La 10e étape du Tour d'Espagne 2023 se déroule le mardi 5 septembre 2023 entre Valladolid et Valladolid (Castille-et-León) en contre-la-montre sur une distance de 25 km.

## Parcours
Au lendemain de la première journée de repos, les coureurs poursuivent la Vuelta dans la ville castillane de Valladolid sous la forme d'un contre-la-montre individuel, le seul de l'édition 2023 du Tour d'Espagne. Le tracé urbain de 25 km est plat à l'exception d'une petite bosse au sixième kilomètre. Le départ est donné sur le Paseo Isabel la Catolica, le long du parc de las Moreras. Les coureurs entament le parcours par une première boucle vers l'ouest en franchissant deux fois la Pisuerga. Ils reviennent dans le centre puis accomplissent une seconde boucle vers le sud de la ville pour revenir dans le centre sur le Paseo de Zorilla, le long du parc Campo Grande, où se situe la ligne d'arrivée.

## Déroulement de la course
Le premier véritable temps de référence est réalisé par le Suisse Stefan Bissegger en 28 minutes et 58 secondes. Ce temps est pulvérisé par le champion d'Italie et vice-champion du monde du contre-la-montre Filippo Ganna en 27 minutes et 37 secondes. L'Italien remporte l'étape malgré le chrono obtenu par le Belge Remco Evenepoel, champion du monde de cet exercice et auteur d'une meilleure fin de parcours, qui termine deuxième à 16 secondes de Ganna.

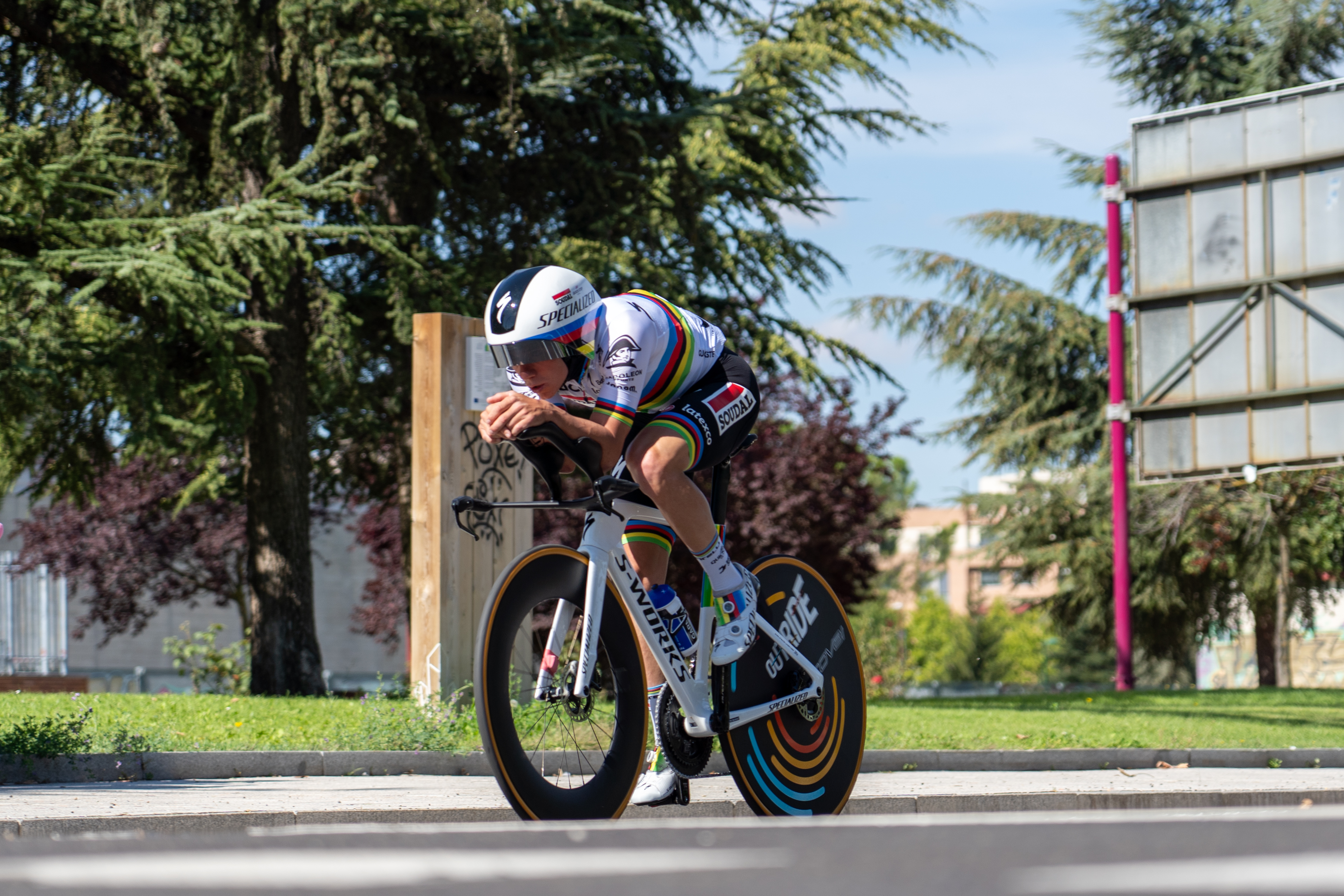
Remco Evenepoel, deuxième de la 10e étape

## Résultats

### Classement de l'étape
| \| Classement de l'étape \| Classement de l'étape \| Classement de l'étape \| Classement de l'étape \| Classement de l'étape \| \| Coureur \| Coureur \| Pays \| Équipe \| Temps \| \| --------------------- \| --------------------- \| --------------------- \| --------------------- \| --------------------- \| \| 1er \| Filippo Ganna \| Italie \| Ineos Grenadiers \| 27 min 39 s \| \| 2e \| Remco Evenepoel \| Belgique \| Soudal Quick-Step \| + 16 s \| \| 3e \| Primož Roglič \| Slovénie \| Jumbo-Visma \| + 36 s \| \| 4e \| João Almeida \| Portugal \| UAE Team Emirates \| + 50 s \| \| 5e \| Aleksandr Vlasov \| Bannière neutre \| Bora-Hansgrohe \| + 52 s \| \| 6e \| Mattia Cattaneo \| Italie \| Soudal Quick-Step \| + 1 min 09 s \| \| 7e \| Juan Ayuso \| Espagne \| UAE Team Emirates \| + 1 min 11 s \| \| 8e \| Marc Soler \| Espagne \| UAE Team Emirates \| + 1 min 12 s \| \| 9e \| Nélson Oliveira \| Portugal \| Movistar Team \| + 1 min 12 s \| \| 10e \| Jonas Vingegaard \| Danemark \| Jumbo-Visma \| + 1 min 18 s \| |                  |                 |                   |              |
| |                  |                 |                   |              |
| Source : ProCyclingStats |                  |                 |                   |              |
| Classement de l'étape |                  |                 |                   |              |
| Coureur | Coureur          | Pays            | Équipe            | Temps        |
| 1er | Filippo Ganna    | Italie          | Ineos Grenadiers  | 27 min 39 s  |
| 2e | Remco Evenepoel  | Belgique        | Soudal Quick-Step | + 16 s       |
| 3e | Primož Roglič    | Slovénie        | Jumbo-Visma       | + 36 s       |
| 4e | João Almeida     | Portugal        | UAE Team Emirates | + 50 s       |
| 5e | Aleksandr Vlasov | Bannière neutre | Bora-Hansgrohe    | + 52 s       |
| 6e | Mattia Cattaneo  | Italie          | Soudal Quick-Step | + 1 min 09 s |
| 7e | Juan Ayuso       | Espagne         | UAE Team Emirates | + 1 min 11 s |
| 8e | Marc Soler       | Espagne         | UAE Team Emirates | + 1 min 12 s |
| 9e | Nélson Oliveira  | Portugal        | Movistar Team     | + 1 min 12 s |
| 10e | Jonas Vingegaard | Danemark        | Jumbo-Visma       | + 1 min 18 s |

### Classement aux points intermédiaires
| Classement intermédiaire no 1 (km 12,5) | Classement intermédiaire no 1 (km 12,5) | Classement intermédiaire no 1 (km 12,5) | Classement intermédiaire no 1 (km 12,5) | Classement intermédiaire no 1 (km 12,5) |
|                                         | Coureur                                 | Pays                                    | Équipe                                  | Temps                                   |
| --------------------------------------- | --------------------------------------- | --------------------------------------- | --------------------------------------- | --------------------------------------- |
| 1er                                     | Filippo Ganna                           | Italie                                  | Ineos Grenadiers                        | en 14 min 14 s                          |
| 2e                                      | Primož Roglič                           | Slovénie                                | Jumbo-Visma                             | + 10 s                                  |
| 3e                                      | Remco Evenepoel                         | Belgique                                | Quick-Step                              | + 11 s                                  |
| 4e                                      | Aleksandr Vlasov                        |                                         | Bora-Hansgrohe                          | + 23 s                                  |
| 5e                                      | Jonas Vingegaard                        | Danemark                                | Jumbo-Visma                             | + 25 s                                  |
| 6e                                      | Mattia Cattaneo                         | Italie                                  | Quick-Step                              | + 29 s                                  |
| 7e                                      | Juan Ayuso                              | Espagne                                 | UAE Emirates                            | + 31 s                                  |
| 8e                                      | Stefan Bissegger                        | Suisse                                  | EF Education-EasyPost                   | + 32 s                                  |
| 9e                                      | João Almeida                            | Portugal                                | UAE Emirates                            | + 34 s                                  |
| 10e                                     | Nélson Oliveira                         | Portugal                                | Movistar                                | + 36 s                                  |
| modifier                                |                                         |                                         |                                         |                                         |

| Classement intermédiaire no 2 (km 19,5) | Classement intermédiaire no 2 (km 19,5) | Classement intermédiaire no 2 (km 19,5) | Classement intermédiaire no 2 (km 19,5) | Classement intermédiaire no 2 (km 19,5) |
|                                         | Coureur                                 | Pays                                    | Équipe                                  | Temps                                   |
| --------------------------------------- | --------------------------------------- | --------------------------------------- | --------------------------------------- | --------------------------------------- |
| 1er                                     | Filippo Ganna                           | Italie                                  | Ineos Grenadiers                        | en 21 min 21 s                          |
| 2e                                      | Remco Evenepoel                         | Belgique                                | Quick-Step                              | + 18 s                                  |
| 3e                                      | Primož Roglič                           | Slovénie                                | Jumbo-Visma                             | + 27 s                                  |
| 4e                                      | Aleksandr Vlasov                        |                                         | Bora-Hansgrohe                          | + 37 s                                  |
| 5e                                      | Mattia Cattaneo                         | Italie                                  | Quick-Step                              | + 43 s                                  |
| 6e                                      | João Almeida                            | Portugal                                | UAE Emirates                            | + 45 s                                  |
| 7e                                      | Nélson Oliveira                         | Portugal                                | Movistar                                | + 48 s                                  |
| 8e                                      | Stefan Bissegger                        | Suisse                                  | EF Education-EasyPost                   | + 51 s                                  |
| 9e                                      | Juan Ayuso                              | Espagne                                 | UAE Emirates                            | + 52 s                                  |
| 10e                                     | Jonas Vingegaard                        | Danemark                                | Jumbo-Visma                             | + 54 s                                  |
| modifier                                |                                         |                                         |                                         |                                         |

### Points attribués pour le classement par points
| \| Arrivée d'étape Valladolid (km 25,8) \| Arrivée d'étape Valladolid (km 25,8) \| Arrivée d'étape Valladolid (km 25,8) \| Arrivée d'étape Valladolid (km 25,8) \| Arrivée d'étape Valladolid (km 25,8) \| \| ------------------------------------ \| ------------------------------------ \| ------------------------------------ \| ------------------------------------ \| ------------------------------------ \| \| \| Coureur \| Pays \| Équipe \| Point(s) \| \| 1er \| Filippo Ganna \| Italie \| Ineos Grenadiers \| 20 \| \| 2e \| Remco Evenepoel \| Belgique \| Quick-Step \| 17 \| \| 3e \| Primož Roglič \| Slovénie \| Jumbo-Visma \| 15 \| \| 4e \| João Almeida \| Portugal \| UAE Emirates \| 13 \| \| 5e \| Aleksandr Vlasov \| \| Bora-Hansgrohe \| 11 \| \| 6e \| Mattia Cattaneo \| Italie \| Quick-Step \| 10 \| \| 7e \| Juan Ayuso \| Espagne \| UAE Emirates \| 9 \| \| 8e \| Marc Soler \| Espagne \| UAE Emirates \| 8 \| \| 9e \| Nélson Oliveira \| Portugal \| Movistar \| 7 \| \| 10e \| Jonas Vingegaard \| Danemark \| Jumbo-Visma \| 6 \| \| 11e \| Stefan Bissegger \| Suisse \| EF Education-EasyPost \| 5 \| \| 12e \| Jonathan Castroviejo \| Espagne \| Ineos Grenadiers \| 4 \| \| 13e \| Sepp Kuss \| États-Unis \| Jumbo-Visma \| 3 \| \| 14e \| Nico Denz \| Allemagne \| Bora-Hansgrohe \| 2 \| \| 15e \| Matteo Sobrero \| Italie \| Jayco AlUla \| 1 \| \| modifier \| \| \| \| \| |                      |            |                       |          |
| Arrivée d'étape Valladolid (km 25,8) |                      |            |                       |          |
| | Coureur              | Pays       | Équipe                | Point(s) |
| 1er | Filippo Ganna        | Italie     | Ineos Grenadiers      | 20       |
| 2e | Remco Evenepoel      | Belgique   | Quick-Step            | 17       |
| 3e | Primož Roglič        | Slovénie   | Jumbo-Visma           | 15       |
| 4e | João Almeida         | Portugal   | UAE Emirates          | 13       |
| 5e | Aleksandr Vlasov     |            | Bora-Hansgrohe        | 11       |
| 6e | Mattia Cattaneo      | Italie     | Quick-Step            | 10       |
| 7e | Juan Ayuso           | Espagne    | UAE Emirates          | 9        |
| 8e | Marc Soler           | Espagne    | UAE Emirates          | 8        |
| 9e | Nélson Oliveira      | Portugal   | Movistar              | 7        |
| 10e | Jonas Vingegaard     | Danemark   | Jumbo-Visma           | 6        |
| 11e | Stefan Bissegger     | Suisse     | EF Education-EasyPost | 5        |
| 12e | Jonathan Castroviejo | Espagne    | Ineos Grenadiers      | 4        |
| 13e | Sepp Kuss            | États-Unis | Jumbo-Visma           | 3        |
| 14e | Nico Denz            | Allemagne  | Bora-Hansgrohe        | 2        |
| 15e | Matteo Sobrero       | Italie     | Jayco AlUla           | 1        |
| modifier |                      |            |                       |          |

## Classements à l'issue de l'étape

### Classement général
| \| Classement général \| Classement général \| Classement général \| Classement général \| Classement général \| \| Coureur \| Coureur \| Pays \| Équipe \| Temps \| \| ------------------ \| ------------------ \| ------------------ \| ------------------ \| ------------------ \| \| 1er \| Sepp Kuss \| États-Unis \| Jumbo-Visma \| 35 h 52 min 38 s \| \| 2e \| Marc Soler \| Espagne \| UAE Team Emirates \| + 26 s \| \| 3e \| Remco Evenepoel \| Belgique \| Soudal Quick-Step \| + 1 min 09 s \| \| 4e \| Primož Roglič \| Slovénie \| Jumbo-Visma \| + 1 min 36 s \| \| 5e \| Lenny Martinez \| France \| Groupama-FDJ \| + 2 min 02 s \| \| 6e \| João Almeida \| Portugal \| UAE Team Emirates \| + 2 min 16 s \| \| 7e \| Jonas Vingegaard \| Danemark \| Jumbo-Visma \| + 2 min 22 s \| \| 8e \| Juan Ayuso \| Espagne \| UAE Team Emirates \| + 2 min 25 s \| \| 9e \| Enric Mas \| Espagne \| Movistar Team \| + 2 min 50 s \| \| 10e \| Aleksandr Vlasov \| Bannière neutre \| Bora-Hansgrohe \| + 3 min 14 s \| |                  |                 |                   |                  |
| |                  |                 |                   |                  |
| Source : ProCyclingStats |                  |                 |                   |                  |
| Classement général |                  |                 |                   |                  |
| Coureur | Coureur          | Pays            | Équipe            | Temps            |
| 1er | Sepp Kuss        | États-Unis      | Jumbo-Visma       | 35 h 52 min 38 s |
| 2e | Marc Soler       | Espagne         | UAE Team Emirates | + 26 s           |
| 3e | Remco Evenepoel  | Belgique        | Soudal Quick-Step | + 1 min 09 s     |
| 4e | Primož Roglič    | Slovénie        | Jumbo-Visma       | + 1 min 36 s     |
| 5e | Lenny Martinez   | France          | Groupama-FDJ      | + 2 min 02 s     |
| 6e | João Almeida     | Portugal        | UAE Team Emirates | + 2 min 16 s     |
| 7e | Jonas Vingegaard | Danemark        | Jumbo-Visma       | + 2 min 22 s     |
| 8e | Juan Ayuso       | Espagne         | UAE Team Emirates | + 2 min 25 s     |
| 9e | Enric Mas        | Espagne         | Movistar Team     | + 2 min 50 s     |
| 10e | Aleksandr Vlasov | Bannière neutre | Bora-Hansgrohe    | + 3 min 14 s     |

| Classement par points | Classement par points   | Classement par points | Classement par points | Classement par points |
| Coureur               | Coureur                 | Pays                  | Équipe                | Points                |
| --------------------- | ----------------------- | --------------------- | --------------------- | --------------------- |
| 1er                   | Kaden Groves            | Australie             | Alpecin-Deceuninck    | 158 pts               |
| 2e                    | Remco Evenepoel         | Belgique              | Soudal Quick-Step     | 79 pts                |
| 3e                    | Marc Soler              | Espagne               | UAE Team Emirates     | 73 pts                |
| 4e                    | Andrea Vendrame         | Italie                | AG2R Citroën Team     | 66 pts                |
| 5e                    | Andreas Kron            | Danemark              | Lotto Dstny           | 62 pts                |
| 6e                    | Geoffrey Soupe          | France                | TotalEnergies         | 61 pts                |
| 7e                    | Marijn van den Berg     | Pays-Bas              | EF Education-EasyPost | 57 pts                |
| 8e                    | Edward Theuns           | Belgique              | Lidl-Trek             | 55 pts                |
| 9e                    | Filippo Ganna           | Italie                | Ineos Grenadiers      | 53 pts                |
| 10e                   | Amanuel Ghebreigzabhier | Érythrée              | Lidl-Trek             | 52 pts                |

| Classement par points | Classement par points   | Classement par points | Classement par points | Classement par points |
| Coureur               | Coureur                 | Pays                  | Équipe                | Points                |
| --------------------- | ----------------------- | --------------------- | --------------------- | --------------------- |
| 1er                   | Kaden Groves            | Australie             | Alpecin-Deceuninck    | 158 pts               |
| 2e                    | Remco Evenepoel         | Belgique              | Soudal Quick-Step     | 79 pts                |
| 3e                    | Marc Soler              | Espagne               | UAE Team Emirates     | 73 pts                |
| 4e                    | Andrea Vendrame         | Italie                | AG2R Citroën Team     | 66 pts                |
| 5e                    | Andreas Kron            | Danemark              | Lotto Dstny           | 62 pts                |
| 6e                    | Geoffrey Soupe          | France                | TotalEnergies         | 61 pts                |
| 7e                    | Marijn van den Berg     | Pays-Bas              | EF Education-EasyPost | 57 pts                |
| 8e                    | Edward Theuns           | Belgique              | Lidl-Trek             | 55 pts                |
| 9e                    | Filippo Ganna           | Italie                | Ineos Grenadiers      | 53 pts                |
| 10e                   | Amanuel Ghebreigzabhier | Érythrée              | Lidl-Trek             | 52 pts                |

| Classement de la montagne | Classement de la montagne | Classement de la montagne | Classement de la montagne | Classement de la montagne |
| Coureur                   | Coureur                   | Pays                      | Équipe                    | Points                    |
| ------------------------- | ------------------------- | ------------------------- | ------------------------- | ------------------------- |
| 1er                       | Eduardo Sepúlveda         | Argentine                 | Lotto Dstny               | 21 pts                    |
| 2e                        | Remco Evenepoel           | Belgique                  | Soudal Quick-Step         | 20 pts                    |
| 3e                        | Jesús Herrada             | Espagne                   | Cofidis                   | 12 pts                    |
| 4e                        | Matteo Sobrero            | Italie                    | Team Jayco AlUla          | 11 pts                    |
| 5e                        | Sepp Kuss                 | États-Unis                | Jumbo-Visma               | 10 pts                    |
| 6e                        | Lennard Kämna             | Allemagne                 | Bora-Hansgrohe            | 10 pts                    |
| 7e                        | Jonas Vingegaard          | Danemark                  | Jumbo-Visma               | 10 pts                    |
| 8e                        | Damiano Caruso            | Italie                    | Bahrain Victorious        | 9 pts                     |
| 9e                        | Primož Roglič             | Slovénie                  | Jumbo-Visma               | 8 pts                     |
| 10e                       | Jon Barrenetxea           | Espagne                   | Caja Rural-Seguros RGA    | 7 pts                     |

| Classement de la montagne | Classement de la montagne | Classement de la montagne | Classement de la montagne | Classement de la montagne |
| Coureur                   | Coureur                   | Pays                      | Équipe                    | Points                    |
| ------------------------- | ------------------------- | ------------------------- | ------------------------- | ------------------------- |
| 1er                       | Eduardo Sepúlveda         | Argentine                 | Lotto Dstny               | 21 pts                    |
| 2e                        | Remco Evenepoel           | Belgique                  | Soudal Quick-Step         | 20 pts                    |
| 3e                        | Jesús Herrada             | Espagne                   | Cofidis                   | 12 pts                    |
| 4e                        | Matteo Sobrero            | Italie                    | Team Jayco AlUla          | 11 pts                    |
| 5e                        | Sepp Kuss                 | États-Unis                | Jumbo-Visma               | 10 pts                    |
| 6e                        | Lennard Kämna             | Allemagne                 | Bora-Hansgrohe            | 10 pts                    |
| 7e                        | Jonas Vingegaard          | Danemark                  | Jumbo-Visma               | 10 pts                    |
| 8e                        | Damiano Caruso            | Italie                    | Bahrain Victorious        | 9 pts                     |
| 9e                        | Primož Roglič             | Slovénie                  | Jumbo-Visma               | 8 pts                     |
| 10e                       | Jon Barrenetxea           | Espagne                   | Caja Rural-Seguros RGA    | 7 pts                     |

| Classement du meilleur jeune | Classement du meilleur jeune | Classement du meilleur jeune | Classement du meilleur jeune | Classement du meilleur jeune |
| Coureur                      | Coureur                      | Pays                         | Équipe                       | Temps                        |
| ---------------------------- | ---------------------------- | ---------------------------- | ---------------------------- | ---------------------------- |
| 1er                          | Remco Evenepoel              | Belgique                     | Soudal Quick-Step            | 35 h 53 min 47 s             |
| 2e                           | Lenny Martinez               | France                       | Groupama-FDJ                 | + 53 s                       |
| 3e                           | João Almeida                 | Portugal                     | UAE Team Emirates            | + 1 min 07 s                 |
| 4e                           | Juan Ayuso                   | Espagne                      | UAE Team Emirates            | + 1 min 16 s                 |
| 5e                           | Cian Uijtdebroeks            | Belgique                     | Bora-Hansgrohe               | + 4 min 07 s                 |
| 6e                           | Santiago Buitrago            | Colombie                     | Bahrain Victorious           | + 5 min 28 s                 |
| 7e                           | Einer Rubio                  | Colombie                     | Movistar Team                | + 5 min 28 s                 |
| 8e                           | Attila Valter                | Hongrie                      | Jumbo-Visma                  | + 10 min 29 s                |
| 9e                           | Antonio Tiberi               | Italie                       | Bahrain Victorious           | + 25 min 19 s                |
| 10e                          | Michel Ries                  | Luxembourg                   | Arkéa-Samsic                 | + 35 min 03 s                |

| Classement du meilleur jeune | Classement du meilleur jeune | Classement du meilleur jeune | Classement du meilleur jeune | Classement du meilleur jeune |
| Coureur                      | Coureur                      | Pays                         | Équipe                       | Temps                        |
| ---------------------------- | ---------------------------- | ---------------------------- | ---------------------------- | ---------------------------- |
| 1er                          | Remco Evenepoel              | Belgique                     | Soudal Quick-Step            | 35 h 53 min 47 s             |
| 2e                           | Lenny Martinez               | France                       | Groupama-FDJ                 | + 53 s                       |
| 3e                           | João Almeida                 | Portugal                     | UAE Team Emirates            | + 1 min 07 s                 |
| 4e                           | Juan Ayuso                   | Espagne                      | UAE Team Emirates            | + 1 min 16 s                 |
| 5e                           | Cian Uijtdebroeks            | Belgique                     | Bora-Hansgrohe               | + 4 min 07 s                 |
| 6e                           | Santiago Buitrago            | Colombie                     | Bahrain Victorious           | + 5 min 28 s                 |
| 7e                           | Einer Rubio                  | Colombie                     | Movistar Team                | + 5 min 28 s                 |
| 8e                           | Attila Valter                | Hongrie                      | Jumbo-Visma                  | + 10 min 29 s                |
| 9e                           | Antonio Tiberi               | Italie                       | Bahrain Victorious           | + 25 min 19 s                |
| 10e                          | Michel Ries                  | Luxembourg                   | Arkéa-Samsic                 | + 35 min 03 s                |

| Classement par équipes | Classement par équipes | Classement par équipes | Classement par équipes |
| Équipe                 | Équipe                 | Pays                   | Temps                  |
| ---------------------- | ---------------------- | ---------------------- | ---------------------- |
| 1re                    | Jumbo-Visma            | Pays-Bas               | 107 h 06 min 04 s      |
| 2e                     | UAE Team Emirates      | Émirats arabes unis    | + 57 s                 |
| 3e                     | Bahrain Victorious     | Bahreïn                | + 7 min 27 s           |
| 4e                     | Bora-Hansgrohe         | Allemagne              | + 9 min 08 s           |
| 5e                     | Movistar Team          | Espagne                | + 29 min 25 s          |
| 6e                     | Soudal Quick-Step      | Belgique               | + 37 min 44 s          |
| 7e                     | Ineos Grenadiers       | Royaume-Uni            | + 45 min 23 s          |
| 8e                     | Groupama-FDJ           | France                 | + 50 min 22 s          |
| 9e                     | EF Education-EasyPost  | États-Unis             | + 57 min 13 s          |
| 10e                    | Astana Qazaqstan Team  | Kazakhstan             | + 1 h 02 min 31 s      |

| Classement par équipes | Classement par équipes | Classement par équipes | Classement par équipes |
| Équipe                 | Équipe                 | Pays                   | Temps                  |
| ---------------------- | ---------------------- | ---------------------- | ---------------------- |
| 1re                    | Jumbo-Visma            | Pays-Bas               | 107 h 06 min 04 s      |
| 2e                     | UAE Team Emirates      | Émirats arabes unis    | + 57 s                 |
| 3e                     | Bahrain Victorious     | Bahreïn                | + 7 min 27 s           |
| 4e                     | Bora-Hansgrohe         | Allemagne              | + 9 min 08 s           |
| 5e                     | Movistar Team          | Espagne                | + 29 min 25 s          |
| 6e                     | Soudal Quick-Step      | Belgique               | + 37 min 44 s          |
| 7e                     | Ineos Grenadiers       | Royaume-Uni            | + 45 min 23 s          |
| 8e                     | Groupama-FDJ           | France                 | + 50 min 22 s          |
| 9e                     | EF Education-EasyPost  | États-Unis             | + 57 min 13 s          |
| 10e                    | Astana Qazaqstan Team  | Kazakhstan             | + 1 h 02 min 31 s      |

## Abandons
- Jefferson Cepeda (Caja Rural-Seguros RGA) : non partant
- Javier Romo (Astana Qazaqstan) : non partant